# Hamure
Hamure je bil vladar dela Spodnjega Egipta v drugem vmesnem obdobju Egipta, verjetno v 17. stoletju pr. n. št.  Zelo verjetno je spadal v Štirinajsto dinastijo. Kot tak je vladal iz Avarisa nad vzhodnim, morda tudi zahodnim delom Nilove delte. Njegov kronološki položaj in identiteta sta nejasna.

## Dokazi
Hamure je eden od samo nekaj vladarjev iz Štirinajste dinastije, ki so dokazani z arheološkimi najdbami. Njemu se pripisujeta dva skarabejska pečatnika, vendar neznanega izvora. Eden od skarabejev se hrani v Petriejevem muzeju egipčanske arheologije pod kataloško številko 11819, drugi pa je bil prodan na dražbi leta 1991..
Skarabej v Petriejevem muzeju je nenavaden, ker je na hrbtni strani edinstveno in dodelano okrašen, kar kaže, da je bil dan uradniku najvišjega ranga. Na skarabeju imenu Hamure sledi epitet Nečer Nefer (dobri bog), ki kaže, da je bil Hamure faraonov priimek (prenomen). To hkrati pomeni, da Hamurejevega priiimka  ni na ohranjenih fragmentih Torinskega seznama kraljev, sestavljenega v ramzeškem obdobju.

## Identiteta
Arheologa Olga Tufnell in William A. Ward trdita, da se ime na skarabeju iz Petriejevega muzeja bere 'Ammu in morda pripada nejasnemu faraonu  'Ammu Aahotepreju iz poznega drugega vmesnega obdobja Egipta. Egiptologa Kim Ryholt in Darrell Baker njuno razlago zavračata, ker so Gardinerjev znak  N5 za sončni disk in znaka za Nečer Nefer na pečatu jasno čitljivi. Priimek se zato pravilno prebere kot Hamure in ne 'Ammu, kot trdita tudi Percy Newberry in Flinders Petrie.
Hamurejev kronološki položaj je še vedno nezanesljiv. Ryholt kljub temu domneva, de je vladal v Štirinajsti dinastiji nekje med Jakubherjem in Jakarebom. Njegova domneva temelji na serijaciji skarabejev iz drugega vmesnega obdobja Egipta.